# Зульфугаров, Самир Халил оглы
Самир Халил оглы Зульфугаров (азерб. Samir Xəlil oğlu Zülfüqarov; 3 июля 1976 — 17 марта 1995) — военнослужащий Вооружённых сил Республики Азербайджан, Национальный Герой Азербайджана (1995).

## Биография
Родился Самир Зульфугаров 3 июля 1976 года в селе Агбаш, ныне Шабранского района, Азербайджанской ССР. Самир прошёл обучение в восьми классах сельской средней школы. Из-за тяжелого семейного положения бросил учёбу в школе и на полставки стал работать наравне с отцом, чтобы помочь материально семье. В августе 1994 года Шабранским военным комиссариатом был направлен на действительную военную службу в ряды Национальной армии Азербайджана.
Самир Зульфугаров служил в одной из воинских частей, расположенных в поселке Яшма. Он был дисциплинированным, образцовым солдатом, которому в феврале приказом командира был предоставлен внеочередной отпуск. Тем временем ситуация в Азербайджане вновь обострилась. Группа преступников запланировала мятеж. Самир Зульфугаров добровольно прервал отпуск и вернулся в расположение своей части
13-17 марта 1995 год принимал участие в подавлении и нейтрализации незаконных формирований, бывших членов отряда полиции особого назначения, действующих с целью Государственного переворота в Азербайджанской Республики. В ходе противостояния с мятежниками в городе Баку в ночь с 16 на 17 марта получил смертельные ранения, в результате которых погиб.
Самир был не женат. 

## Память
Указом Президента Азербайджанской Республики № 307 от 4 апреля 1995 года Самиру Халил оглы Зульфугарову было присвоено звание Национального Героя Азербайджана (посмертно).
Похоронен в родном селе Агбаш Шабранского района Республики Азербайджан.
Средняя школа № 3 Шабранского района носит имя Национального Героя Азербайджана. При школе Самиру Зульфугарову был установлен бюст.